# Muscicapa segregata
A Muscicapa segregata a madarak (Aves) osztályának verébalakúak (Passeriformes) rendjébe, ezen belül a légykapófélék (Muscicapidae) családjába tartozó faj.

## Rendszerezése
A fajt Hendrik Cornelis Siebers írta le 1928-ban, az Alseonax latirostris alfajaként Alseonax latirostris segregata néven.

## Előfordulása
Indonéziához tartozó Kis-Szunda-szigetek egyikén, a Sumba szigetén honos. Természetes élőhelyei a trópusi és szubtrópusi síkvidéki esőerdők. Állandó, nem vonuló faj.

## Megjelenése
Testhossza 13 centiméter.

## Életmódja
Főleg gerinctelenekkel táplálkozik.

## Természetvédelmi helyzete
Az elterjedési területe kicsi és széttöredezett, egyedszáma is csökken. A Természetvédelmi Világszövetség Vörös listáján mérsékelten fenyegetett fajként szerepel.